# Kana (miejscowość)
Kana (arab. قـانـا, Qana) – miejscowość w południowym Libanie położona 10 km na południowy wschód od Tyru i 12 km na północ od granicy z Izraelem. Większość z 10 tys. mieszkańców jest szyitami, istnieje także społeczność chrześcijańska.
Według Biblii Jezus dokonał swojego cudu – przemiany wody w wino w Kanie Galilejskiej. Miejscowi chrześcijanie wierzą, że obecna Kana jest miejscem gdzie wydarzył się cud opisywany w Piśmie Świętym. Jednak w tej sprawie istnieje wiele sprzecznych opinii, według jednych zdarzenie biblijne miało miejsce w obecnej wsi Kafar niedaleko Nazaretu, zaś według innych była to miejscowość Kefar Kanna położona na północ od Nazaretu (w Izraelu).
18 kwietnia 1996 r. Kana została ostrzelana po raz pierwszy przez wojska izraelskie. Zginęło wtedy 106 cywilów, a 116 cywilów i 4 żołnierzy sił pokojowych ONZ zostało rannych.
30 lipca 2006 r. w wyniku nalotu bombowego zniszczony został budynek, w którym schroniła się ludność cywilna. Co najmniej 28 osób zginęło, z czego 16 stanowiły dzieci.